# دیک جانسون
دیک جانسون (انگلیسی: Dick Johnson؛ 1895 – ۳ ژانویه ۱۹۳۳ (aged 38)) بازیکن فوتبال اهل بریتانیا بود.
از باشگاه‌هایی که در آن بازی کرده‌است می‌توان به باشگاه فوتبال استوک سیتی و باشگاه فوتبال لیورپول اشاره کرد.